# Юхимчук, Фёдор Филиппович
Фёдор Филиппович Юхимчук (1906 — 7 июня 1988) — советский учёный, доктор сельскохозяйственных наук, профессор, член-корреспондент АН УССР, директор Новозыбковской сельскохозяйственной опытной станции (1945—1953).

## Биография
Родился в 1906 году, окончил вуз (1928), учился в аспирантуре (1932—1936).
В 1938—1941 гг. зам. директора по науке Новозыбковской опытной станции. В 1941—1943 гг. — в эвакуации в городах Орел, Елец, Кирсанов (Тамбовская область), Узунов (Московская область).
В начале 1944 года вернулся на Новозыбковскую опытную станцию, в 1945—1953 гг. её директор.
С 1953 г. директор Украинского НИИ земледелия.
Умер 7 июня 1988 г.
Жена — Нина Фёдоровна (1912 года рождения). Сын — Вален (1930), дочери Лена (1935) и Галина (1938).

## Научные труды
Доктор сельскохозяйственных наук (1965, тема диссертации «Биологические и агротехнические основы возделывания и использования люпина», профессор, член-корреспондент АН УССР.
Автор более 150 научных публикаций — статей, брошюр, монографий.
Сочинения:
- Клевер [Текст] : [Агротехника клевера в условиях песчаных и субпесчаных почв Орл. обл.]. — Орел : Изд-во Обкома ВКП(б) и Оргком-та Президиума Верховного Совета РСФСР, 1939 (Брянск). — 40 с. : ил.; 20 см.
- Гречиха в Брянской области [Текст] / Ф. Ф. Юхимчук, канд. с.-х. наук. — Брянск : Брян. рабочий, 1953. — 40 с.; 20 см.
- Люпин в земледелии [Текст] / М-во сел. хоз-ва УССР, Украинский науч.-исслед. ин-т земледелия. — Киев : Госсельхозиздат УССР, 1963. — 359 с. : ил.; 21 см.
- Азотный обмен и возрастные изменения бобовых растений [Текст] / МСХ УССР. Укр. акад. с.-х. наук. Укр. науч.-исслед. ин-т земледелия. — Киев : Госсельхозиздат УССР, 1957. — 160 с. : ил.; 20 см.